# Müller Árpád
Müller Árpád (Budapest, 1961. április 20. – Budapest, 2006. június 9.) magyar festőművész.

## Életpályája
1974 és 1979 között a Képző- és Iparművészeti Gimnázium tanulója volt. 1980-ban már képzőművészeti főiskolásként nyerte első díját, a Domanovszky-díjat egy önarcképpel.
1985-ben végzett a Magyar Képzőművészeti Főiskolán. 1985 és 1988 között az Akadémia Művészképzőben folytatta tanulmányait, ahol mesterei Csohány Kálmán és Gerzson Pál voltak. 1988-ban az Egyesült Államokban világösztöndíjas volt. Ekkor már számos önálló kiállítása volt Magyarországon, az NSZK-ban, Ausztriában, Hollandiában és az Egyesült Államokban. 
2000-ben Salus-díjat kapott a német újraegyesítés tizedik évfordulójára kiírt pályázaton, Megvalósult álom című művével. A 2000-es évek elején állandó kiállítása volt Budapesten a Pannónia utcai ARTEL-, és a Váci utcai ARTEN galériákban.
2006. június 8-ról 9-re virradóra hirtelen hunyt el. 2006. július 6-án a Szervita téri Szent Anna-templomban helyezték örök nyugalomra.

## Művészete
Kezdetben mestere hatása erőteljesen érződött munkáin, a színfelületek megdolgozása, az egyes színfelületek széleinek szivárványszerűen irizáló kontúrozása, a világos, élénk, tiszta színek használata.Ez a hatás későbbi munkáiban is visszatért. Az 1980-as évek közepén kompozíciói erősen konstruktívak és egyre erősebben elvontak lettek, az 1990-es években viszont a figuralitás került képein előtérbe. Egy-egy kép erejéig visszatért az elvont kompozíciókhoz, néha az absztrakt expresszionizmus vagy a színmezős festészet formai megoldásig jutva. Figurális rézmetszeteket is készített.

## Kiállításai
- 1977 Budapest
- 1981 Mönchengladbach
- 1983 Kronach, Hollandia
- 1983 Szombathely
- 1984 Bécs
- 1986 Gutersloh, NSZK
- 1987 Giessen, NSZK
- 1987 München
- 1988 Budapest, Képzőművészeti Főiskola, Barcsay-terem
- 1988 Russelsheim, NSZK
- 1988 Provincetown, USA
- 1989 Bécs
- 1989 Deining, München
- 1990 Bécs
- 1990 Stockholm
- 1991 Toronto
- 1993 Delft
- 1993 Bamberg, Németország
- 1994 Bejrút, Libanon – Heritage D'Art
- 1994 Giessen, Németország
- 1995 Budapest, ARTEL Galéria
- 1996 Bécs, Galerie Reiffenstein
- 1996 Budapest, ARTEN & ARTEL Galéria
- 1997 München
- 1997 Asheville, Észak-Karolina, USA
- 1998 Budapest, ARTEN Stúdió
- 1998 Bamberg, Németország
- 1999 Bad Reichenhall, Németország
- 1999 Budapest, ARTEN Stúdió
- 2000 Budapest, Várkert Casino
- 2000 Máriavölgy, Golf Club
- 2000 Budapest, ARTEN Stúdió – 46 festőportré
- 2001 Budapest, ARTEN Stúdió – Első 40 év
- 2001 Budapest, ARTEN Stúdió – Hernádi, Müller Kávéház
- 2002 Budapest, Boldogság
- 2002 Budapest, ARTEN Stúdió – Müller Árpád, Szipál Martin
- 2002 Budapest, ARTEN Stúdió – Müller Árpád, Nagy Judit, Szilvi-Ildi-Betty
- 2003 Budapest, ARTEN Galéria – Open Studio "Background"
- 2003 Vác, Tokaji Galéria
- 2003 Szentendre, Erdész Galéria
- 2003 NEON kiállítás
- 2003 Budapest, SOFITEL – Golf Moments című kiállítás
- 2004 Szentendre, Erdész Galéria
- 2004 Bamberg, Németország
- 2005 Malom Art – Árverés
- 2005 Fordított

## Emlékkiállítások
- 2006 Budapest, Barabás-villa
- 2006 Budapest, Képkeret Szalon Galéria
- 2007 Budapest, Millenium udvar – Pillanképek
- 2007 Budapest, – Golf és boldogság
- 2008 Budapest, Cathedral Galéria – Születésnap

## Díjai, elismerései
- Domanovszky-fődíj – Önarckép (1980)
- Grafikai-díj (Mönchengladbach) – Szerzetes (1981)
- Kortárs ex libris-díj (Nancy) – A tudás (rézmetszet) (1983)
- SZOT-díj – Shakespeare a színpadon (1987)
- Glatz Oszkár-díj – Újság (1987)
- Grant-díj (USA) – Májusi eső (1988)
- Dürer-díj (Nürnberg) – ex libris (rézmetszet) (1988)
- Barcsay-díj – Anatómia rajzok (1990)
- Nemzetközi zsűrizés (Bécs) – Iparművészeti Akadémia (2000)
- Salus-díj (Németország) – Megvalósult álom (2000)